# Khoikhoia turneri
Khoikhoia turneri är en stekelart som beskrevs av Mason 1984. Khoikhoia turneri ingår i släktet Khoikhoia och familjen bracksteklar. Inga underarter finns listade i Catalogue of Life.